# Brutis
Els brutis (en grec antic: Βρέττιοι, Bréttioi, Bruttii) foren un antic poble itàlic que habitava entre el país dels lucans i els estrets de Sicília, és a dir, l'actual Calàbria. El seu país s'anomena Brútium, per bé que no és terme emprat pels antics romans; els grecs l'anomenaven Brètia. Parlaven una llengua itàlica, pertanyent al grup osc.

## Geografia

### Geografia física
Rius principals
- Laos (avui Lao)
- Ocínaros o Sàbat (avui Savuto)
- Lamet (avui Lanzato)
- Angítula (avui Angitola)
- Medma o Mesma (avui Mesima)
- Metaure (avui Marro)
- Creteida (avui Solano)
- Hàlex (avui Alice)
- Cesinos (avui Piscopio)
- Butrot (avui Novito)
- Lucà (avui Locano)
- Sagras (avui Alaro)
- Heloros o Helorus (on es va lliurar una batalla el 389 aC entre els grecs i el Dionisi el Vell, probablement al riu Capillari)
- Càrcines (avui Ancinale)
- Cròtal (avui Corace)
- Semiros (avui Simmari)
- Aroces (avui Crocchio)
- Tàrgines (avui Tacina)
- Èsar (avui Esaro)
- Nèat (avui Neto)
- Hílies (avui Fiumenicà)
- Trais (on foren derrotats els Sibarites, avui probablement el Trionto)
- Cratis

Muntanyes
- Silsa
- Aspromont
- Mont Clibà
- Mont Latimni
- Monts Petelins

### Geografia humana
Ciutats (excloses les colònies gregues)
- Ceril·los
- Clampècia
- Tempsa
- Nucèria
- Lamècium
- Napècium
- Metaure
- Escil·lècion
- Místia
- Campament d'Hanníbal
- Petèlia
- Crimisa
- Consència (capital)
- Pandòsia
- Apostum
- Mamèrcium
- Tísia
- Argentànum
- Ufúgum
- Vergues
- Hetrículum
- Sifèon
- Siberena
- Tarànnia o Taurànium
- Capràsia o Tàrsia
- Rosciànum
- Port Parteni
- Port d'Hèrcules
- Port Orestis
- Port Bàlar

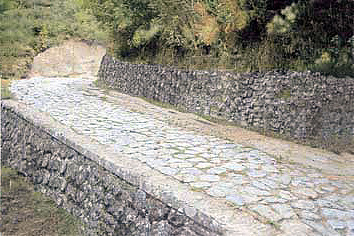
Segment de la Via Popília

Les següents ciutats consten com a anteriors als brutis: Macal·la, Cone, Badiza, Íxias, Bristàcia, Arianta, Citèrium, Menecina, Ninea, Erímon, Sèstium.
Comunicacions
La via inicial que passava pel país es deia via Popília, construïda per Popil·li Lenat, i anava de Murànum, Lucània, fins a Capràsia o Tàrsia. Una altra via anava de Túrios a Règion, passant per Rosciànum, Patèrnum i Escil·lècion.

## Idioma

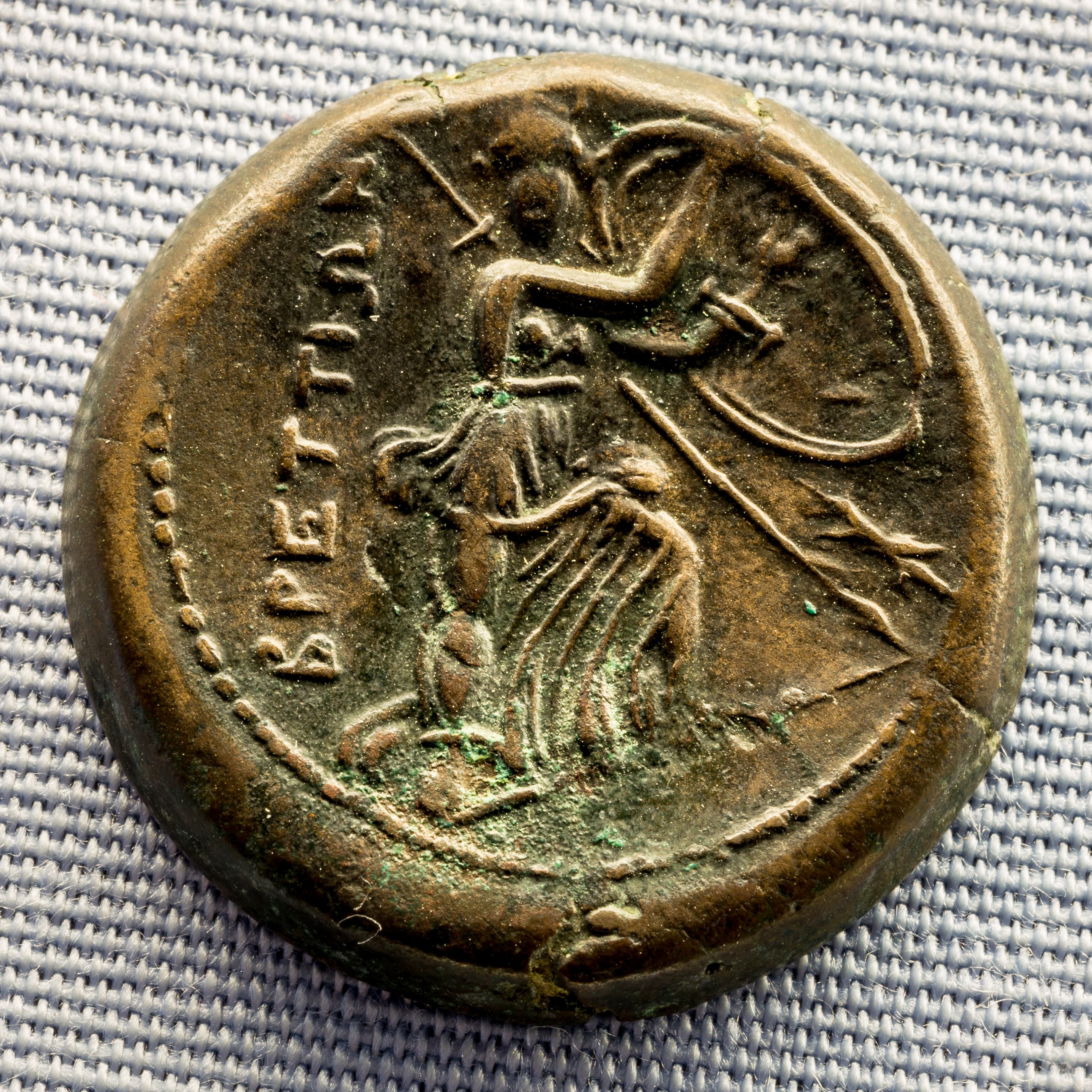
Moneda dels brutis: Hera Hoplòsmia, amb la inscripció en grec Βρεττίων, 'dels brutis'.

Sembla que els brutis eren un poble itàlic de parla osca, i van adoptar un alfabet derivat del dòric, com així ho demostren diverses troballes amb inscripcions en aquest idioma, però potser es podria tractar d'una influència posterior dels seus veïns d'ètnia sabèl·lica, els lucans.

## Història
Els seus límits eren: al nord, la Lucània, de la qual estaven separats pel riu Laus; a l'oest, la mar Tirrena; i al sud i est pel mar de Sicília, incloent el Golf de Tarent. El punt límit era el promontori de Leucopetra (avui Capo dell'Armi).
Els seus primers habitants foren anomenats enotris pels autors clàssics, que en deien que eren d'origen pelàsgic, dels quals els cones i els morgetes n'eren subdivisions. Era aquest poble el que vivia allà a l'arribada dels primers colons grecs; en pocs anys s'hi varen establir diverses colònies gregues:
- Crotona, colònia aquea funda el 710 aC, probablement la més antiga
- Caulònia, colònia de Crotona
- Locres, colònia dels locris
- Règion, colònia de Calcis
- Medma, colònia de Locres
- Hipponion, colònia de Locres
- Terina, colònia de Crotona

Al segle iv aC el poble sabèl·lic dels lucans, que s'havia anat estenent cap al sud i ja dominava el nord del país dels enotris, va entrar a la península dels brutis i va establir allí el seu domini, reduint els seus habitants a la servitud, probablement després de la victòria sobre Túrios el 390 aC i abans del 360 aC. En aquesta darrera data, l'antiga població, barrejada amb esclaus lucans i altres rebels lucans refugiats a les muntanyes, es van revoltar dirigits, per joves lucans, i van prendre el poder. El nom de brutis sembla que era un mot lucà que vol dir 'esclau' o 'rebel'. Quan els brutis van obtenir el poder, van assumir el nom i el van fer derivar d'un heroi de nom Brutus o Bretos, fill d'Hèrcules i de Valèntia; Justí diu que Brútia era el nom d'una dona que va dirigir la revolta i que va assolir el títol de reina. La presa del poder, segons Diodor de Sicília, es va produir el 356 aC.
Els brutis establerts com a poder a les zones muntanyoses van emprendre també la submissió de les ciutats lucanes i gregues: Hipònion, Terina i Túrios. Vers el 330 aC es van aliar amb els lucans i van formar una confederació contra els grecs, que van demanar ajut al rei Alexandre de l'Epir, que va venir a fer la guerra durant la qual va conquerir Heraclea, Consència i Terina, però finalment va morir en combat a Pandòsia el 326 aC. Vers el 297 aC fou Agàtocles qui va anar allí a combatre contra els brutis i els lucans, i va assolar la costa i va ocupar algunes ciutats com Hipònion (convertida en fortalesa i estació naval), obligant els brutis a signar una pau desavantatjosa; però, mort Agàtocles, la pau es va trencar i els brutis van recuperar Hipònion.

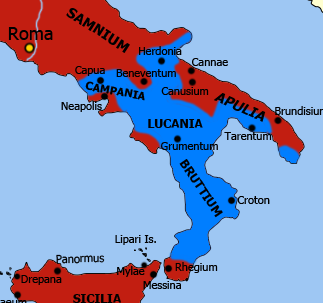
Mapa de la zona durant la Segona guerra púnica

En els següents anys fou l'expansió de Roma la que va amenaçar els brutis, i el 282 aC es van aliar als samnites i els lucans contra Roma. Apareixen poc després com auxiliars de Pirros de l'Epir, però després de la mort d'aquest rei i de la seva expulsió de la península Itàlica van haver de portar el pes de la guerra. Derrotats per Fabrici i Papiri, foren finalment sotmesos el 272 aC i van haver de cedir el bosc de la Sila, una gran reserva de fusta. La seva submissió, no obstant això, era encara dèbil; van romandre neutrals durant la Primera Guerra Púnica, però a la segona, després dels èxits d'Hanníbal, es van declarar al seu favor després de la batalla de Cannes. Algunes ciutats van romandre lleials a Roma, com Petèlia i Consència, però foren reduïdes pels brutis ajudats per una petita força cartaginesa; també ocuparen les ciutats de Locres i Crotona, i només Règion va romandre oposada als cartaginesos. El 215 aC el general Hannó, lloctinent d'Hanníbal, fou derrotat a Grumentum per Tiberi Semproni i es va retirar cap al país dels brutis, on va rebre reforços de Cartago dirigits per Bomílcar, i la regió va esdevenir una plaça forta dels cartaginesos. Després de la derrota d'Hàsdrubal, Hanníbal es va retirar també al país dels brutis, on va continuar la guerra durant quatre anys. El quarter general d'Hanníbal va anar a Crotona o a un lloc del golf d'Escil·lècion anomenat Castra Hannibalis. Finalment, Hanníbal va sortir de la península Itàlica.

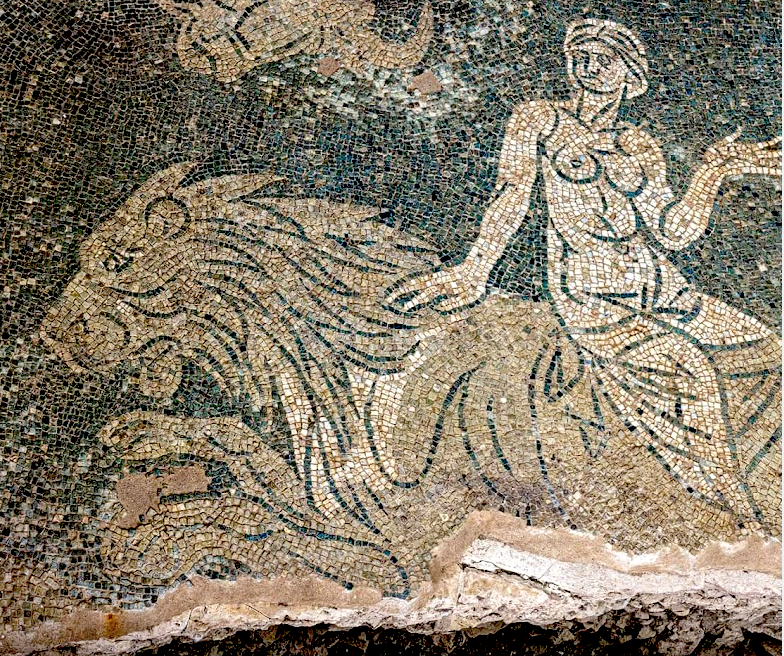
Mosaic romà dels banys de la vil·la de Casignana

La repressió romana va tenir segurament un greu efecte sobre la regió: part del seu territori fou confiscat i tota la nació reduïda a l'esclavatge. Es van establir colònies civils romanes a Tempsa i Crotona, i una colònia de dret llatí a Hipònium, rebatejada Vibo Valentia. A més, a Túrios, a tocar del país dels brutis, fou establerta una altra colònia. Així, el poble bruti va desaparèixer de la història.
Durant la revolta d'Espàrtac, aquest, derrotat per Cras, es va refugiar a l'antic país dels brutis, que Plutarc anomena Península de Règium. Espàrtac va portar la guerra cap a Lucània, i va tractar d'enviar la seva gent cap a Sicília.
Durant les guerres civils, la costa del país fou assolada per la flota de Sext Pompeu. Octavi hi va establir la base del seu exèrcit i la seva flota a Vibo Valentia. Estrabó diu que la regió, al seu temps, estava en un estat de completa decadència. August la va incloure a la tercera regió, juntament amb Lucània, i les dues províncies van restar unides administrativament fins a la caiguda de l'Imperi, sota el govern d'un magistrat anomenat corrector. El Liber Coloniarum diferencia la província dels Brutis de la Lucània.
A la caiguda de l'Imperi, fou domini dels ostrogots, però recuperada pels generals de Justinià I, i va romandre a mans dels romans d'Orient fins al segle xi. Durant aquest període es va estendre el nom de Calàbria, que fins llavors s'aplicava a l'Apúlia.